# Daşoguz

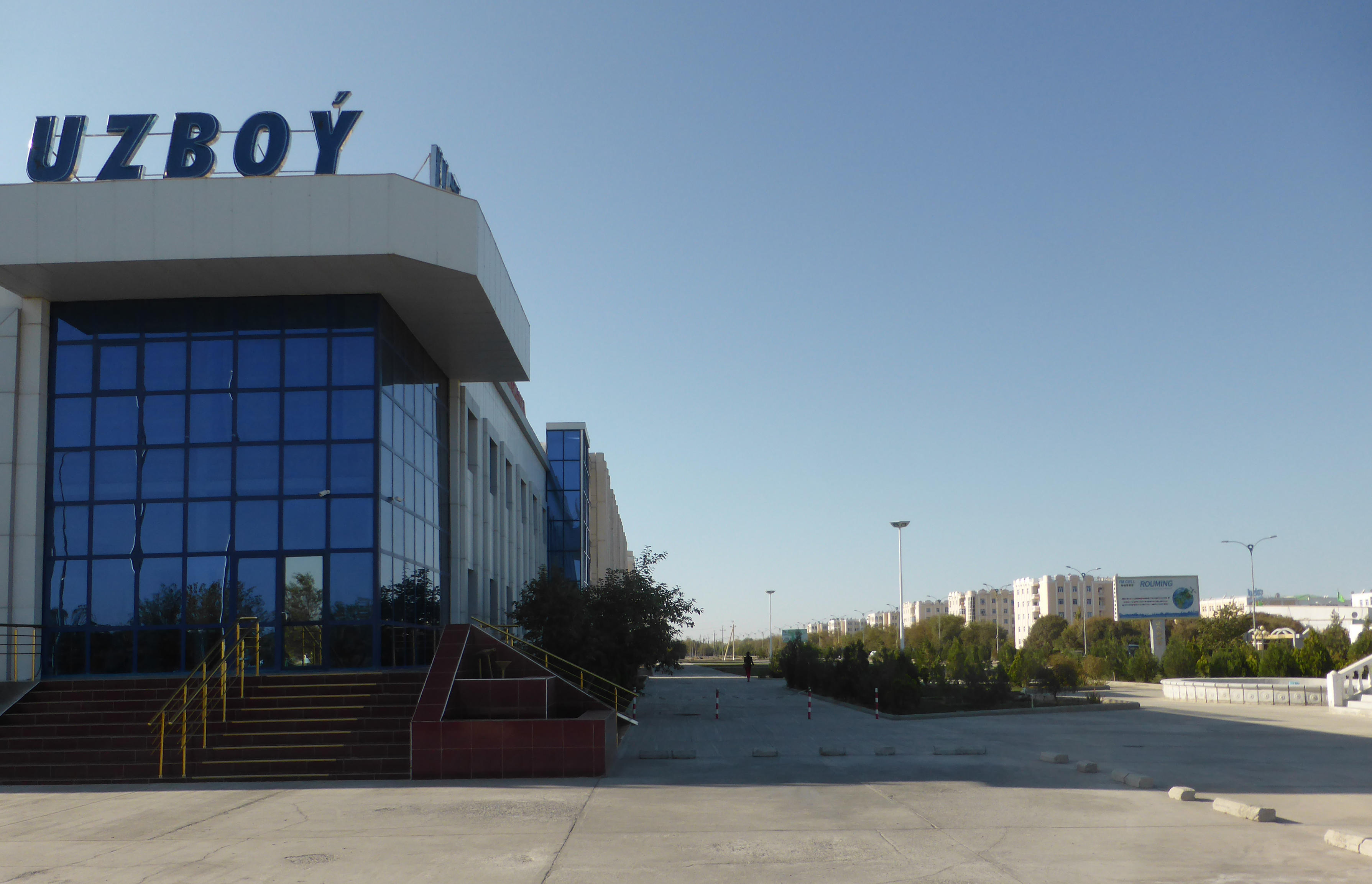

Dachogouze ou Daşoguz (également Dashkhovuz, Dashhowuz, en russe : Дашогуз, Dachogouze ; anciennement Tachaouz) est une ville du Turkménistan et la capitale de la province de Daşoguz. Elle est située à 455 km au nord d'Achgabat et à 75 km au sud-est de Noukous, en Ouzbékistan. Sa population s'élevait à 199 500 habitants en 2005.

## Population
Sa population est de 166 500 habitants (recensement de 1999), majoritairement turkmène et ouzbek, avec un plus petit nombre de Russes, de Coréens, de Karakalpaks, et de Tatars.

## Histoire
Fondée en tant que fort au début du XIXe siècle par les Russes, Daşoguz est une ville de conception soviétique avec de nombreux monuments et musées.

## Transport
Daşoguz est également reliée par avion à Achgabat par la compagnie aérienne Turkmenistan Airlines.

## Tourisme
Daşoguz est le portail principal de touristes visitant le site du patrimoine mondial de l'UNESCO de Kounia-Ourguentch. Certains des principaux produits agricoles de la région sont le coton et le jute, qui peuvent être cultivées à cause de la ville de la proximité du fleuve Amou-Daria. Il est également l'emplacement du club de football Turan FT.